# Слобозія-Мегура
Слобозія-Мегура (рум. Slobozia-Măgura) — село у Синжерейському районі Молдови. Входить до складу комуни, адміністративним центром якої є село Бурсучень.

## Населення
За даними перепису населення 2004 року у селі проживали 433 особи.
Національний склад населення села:
| Національність   | Кількість осіб | Відсоток   |
| ---------------- | -------------- | ---------- |
| молдавани румуни | 426 6          | 98,4% 1,4% |
| росіяни          | 1              | 0,2%       |
| Всього           | 433            | 100%       |